# Chironex fleckeri
Chironex fleckeri é a maior das Cubozoa, uma classe pouco estudada dos cnidários. Os cubozoários são chamados popularmente de vespas-marinhas. C. fleckeri é encontrada nas águas dos Oceanos Pacífico e Índico, confinada à área de distribuição de suas presas, principalmente na costa norte da Austrália e sudeste asiático, em clima tropical e sub-tropical. C. fleckeri , como outras Cubozoa, é uma das responsáveis pela Síndrome de Irukandji. Considerada como a água-viva mais letal do mundo, a quantidade de veneno em um espécime adulto é suficiente para matar 60 humanos adultos. A notória vespa-marinha C. fleckeri tem tentáculos de até 3 metros de comprimento cobertos com milhões de nematocitos, organelas urticantes que ao serem tocadas liberam dardos microscópicos que inoculam um veneno extremamente poderoso. Embora a maior parte dos incidentes com C. flickeri não exigirem a hospitalização, dependendo da área afetada (número de picadas), podem resultar em dores excruciantes, sensação de pânico, bradi e taquicardia e até em morte em poucos minutos. São encontradas em seu tamanho adulto principalmente no oceano, mas também habitam as águas salinas rasas e turvas e são encontrados no interior, em rios de água doce e canais de mangue. Durante as tempestades fortes, eles se movem para águas mais profundas, onde a água é calma para evitar danos aos tentáculos. Habita rios rasos durante a estação reprodutiva e durante o desenvolvimento de pólipo até uma medusa adulta. Uma vez que as jovens medusas amadurecem, elas seguem o rio até o mar.

## Etimologia
O nome da espécie Chironex fleckeri foi dado em homenagem ao toxicologista e radiologista de North Queensland, Dr. Hugo Flecker — Em 20 de janeiro de 1955, quando um menino de 5 anos morreu após ser picado em águas rasas em Cardwell, North Queensland, Flecker encontrou três tipos de águas-vivas. Uma era uma água-viva não identificada em forma de cubo com grupos de tentáculos. Flecker enviou-a para o Dr. Ronald Southcott, em Adelaide. — Em 29 de dezembro de 1955, Southcott publicou seu artigo descrevendo um novo gênero e espécie de cubozoário, chamada Chironex fleckeri, sendo o nome derivado de "kheirós", mão em grego; do latim "nex", que significa morte ou assassino; e de "fleckeri", em homenagem ao seu descobridor.

## Ecologia
Habita diferentes regiões costeiras durante fases alternadas da vida: pólipos sésseis e pequenas medusas permanecem em sistemas de riachos, enquanto formas adultas sexualmente maduras e de grande mobilidade ficam próximas da costa a profundidades inferiores a 5 m. É uma nadadora forte. Para ingerir suas presas, geralmente para de nadar e orienta a seção dorsal do sino para baixo. Forrageia nos manguezais alimentando-se predominantemente de camarões, enquanto o animal maior também captura peixes. Evita habitats onde existe o risco de emaranhamento de seus tentáculos.

## Descrição

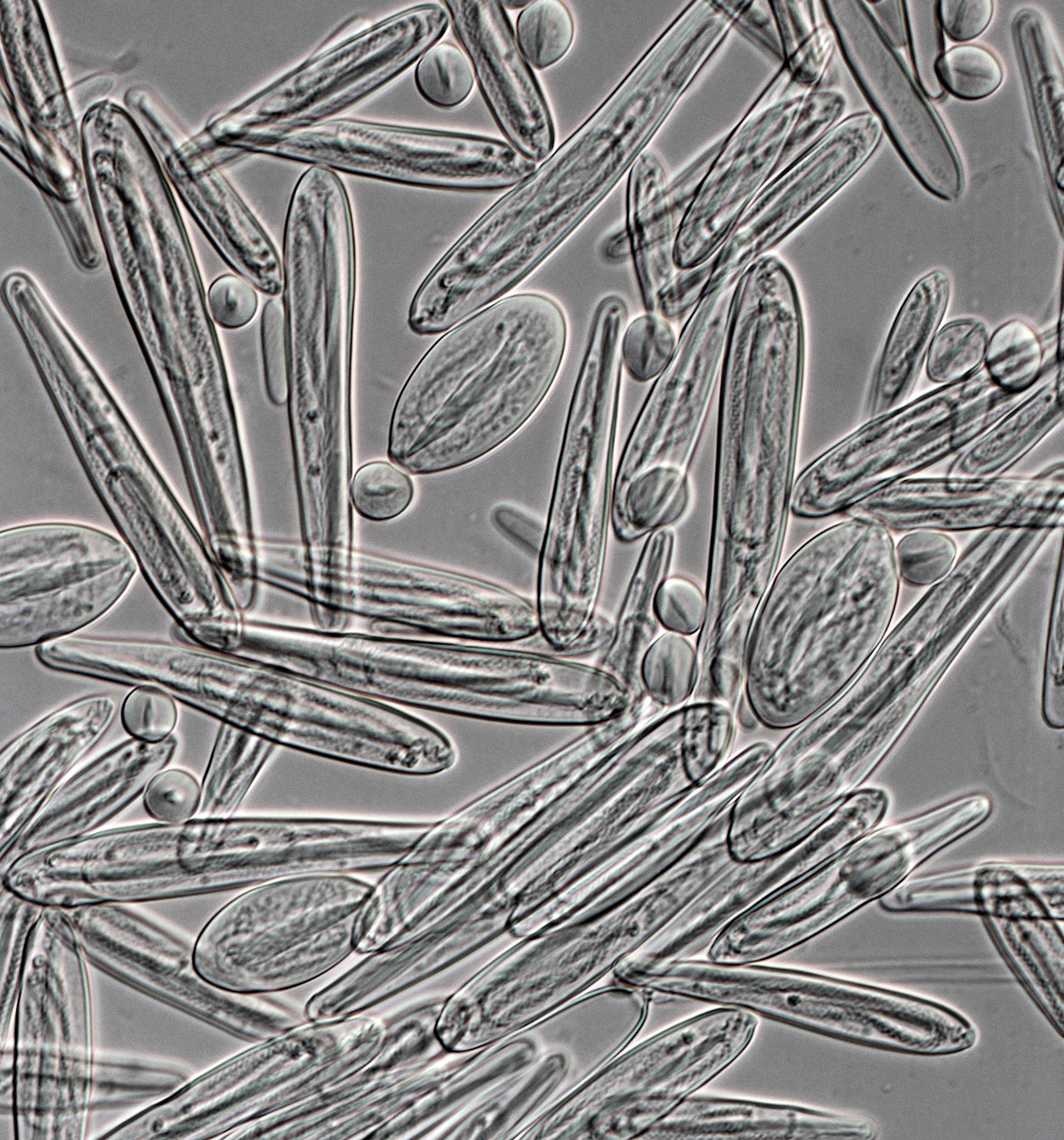
Nematocitos de Chironex fleckeri (400x)

O sino de C. fleckeri é transparente e, geralmente, tem entre 16 e 24 cm, embora alguns alcancem um diâmetro de 35 cm. Chironex fleckeri possui órgãos sensoriais, incluindo múltiplos olhos, mas não tem um cérebro ou SNC. A função do sistema nervoso é detectar o ambiente e reagir de forma adequada a ele. Na simetria bilateral presume-se que um sistema nervoso centralizado é necessário para qualquer função integrativa do sistema nervoso.  No entanto, isso pode ser não apenas desnecessário, mas também prejudicial em um animal de simetria radial, onde as entradas sensoriais vem de várias direções. Cubomedusas têm os nervos agrupados em "anéis nervosos", um sistema sensorial distribuído radialmente. Possuem ainda órgãos sensoriais marginais que pendem do sino em seus talos, chamados (ropálios), lastrados por um estatocisto. Cada ropálio contém uma concentração de neurônios epidérmicos, quimioreceptores e dois olhos com lentes (olho complexo grande e olho complexo pequeno), um par idêntico de ocelos em forma de cova e um par idêntico de ocelos em forma de fenda. Há um ropálio em cada lado do sino em forma de cubo, quatro ao todo, com seis olhos cada, 24 ao todo, separados em três tipos distintos: olhos tipo câmera, ocelos em forma de fenda e ocelos em forma de poço. Os olhos complexos possuem uma verdadeira córnea epidérmica, células de cristalino esféricas e retina. A retina está composta por varias camadas, uma camada de fibras sensoriais, uma camada de pigmento, uma camada nuclear e uma região de fibras nervosas.
Os tentáculos de Chironex fleckeri pendem dos pedálios, massas musculares nos cantos do sino. Pode haver de 10 a 15 tentáculos pendurados em cada um dos quatro pedálios. Os tentáculos tem um ligeiro tom azul-acinzentado e podem ter até 3 m de comprimento. Em repouso, os tentáculos da medusa são mais espessos e mais curtos, quando está caçando, os tentáculos se alongam e se tornam mais finos. Os tentáculos estão cobertos com milhões de nematocitos (organelas urticantes), que liberam ganchos microscópicos que transportam o veneno para suas presas.